# WeltKunstMuseum Altrandsberg

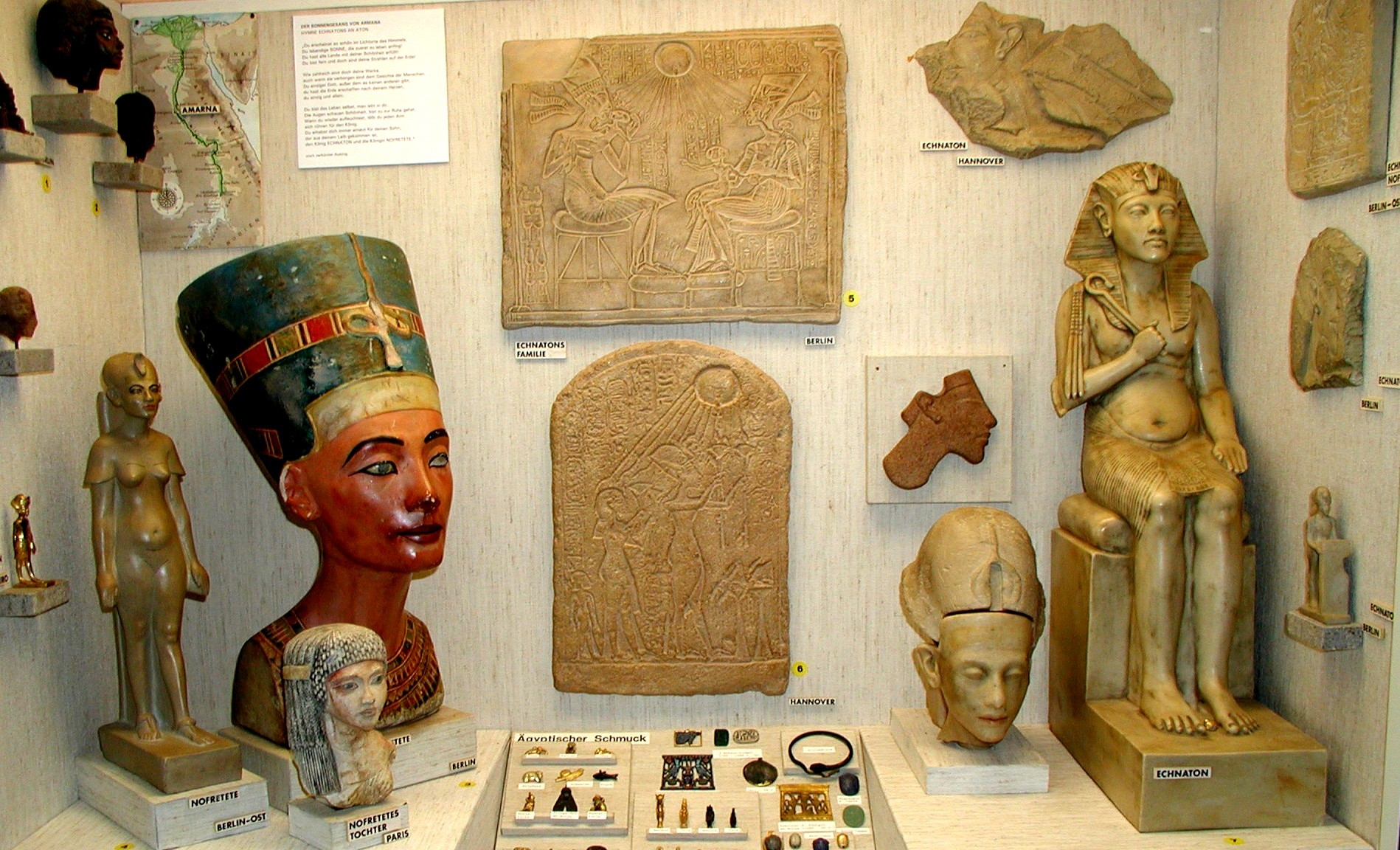
Blick in die Vitrine zum Thema Ägypten

Das WeltKunstMuseum Altrandsberg ist im Altrandsberger Schloss untergebracht, das in der Gemeinde Miltach, im Landkreis Cham liegt.
Das Schloss ist eine Vierflügelanlage aus dem 16. und 17. Jahrhundert. Im Erdgeschoss ist seit Mai 1998 eine Ausstellung mit Replikaten von Kunstwerken aus allen Epochen der Weltgeschichte untergebracht. In nach Themen gegliederten Vitrinen sind Kunstreplikate, detailgetreue Nachbildungen von Kunstgegenständen des Abendlandes ausgestellt, die im Original nur in verschiedenen Museen der Welt besichtigt werden können.
Es werden Nachbildungen von teilweise weltberühmten Museumsobjekten präsentiert. Die Exponate bieten ein breites Spektrum aus der Kunst- und Kulturgeschichte des Abendlandes. Der Rundgang kommt einer Zeitreise durch die Kunst vergangener Epochen gleich. Sie wurden von der Firma ARA Kunst, Altrandsberg, als Dauerleihgabe zur Verfügung gestellt. Die Ausstellung spannt einen Bogen von der Steinzeit, Bronze- und Eisenzeit über die Kelten, Skythen und Thraker, das Alte Ägypten, Kreta und die Römer, bis zu den Kunstepochen Romanik, Gotik, Renaissance und Barock.
Neben der Replikate-Ausstellung schuf der gebürtige Miltacher Künstler Andreas Pregler, ausgehend vom historischen Ensemble des Schlosses mit seiner Kirche und dem katakombenähnlichen Gewölbe, die Rauminstallation „Das letzte Abendmahl“, die im Kellergeschoss besichtigt werden kann.
Das Museum ist von 1. Mai bis 31. Oktober geöffnet.